# Саутерн-Хайлендс
Саутерн-Хайлендс (Южное Нагорье, англ. Southern Highlands Province) — провинция Папуа — Новой Гвинеи. Административный центр — город Менди. Одна из самых густонаселённых провинций Папуа — Новой Гвинеи.
В июле 2009 года был издан закон о территориально-административной реформе в 2012 году. 17 мая 2012 года созданы две новые провинции: Хела и Дживака. Они отделены соответственно от провинций Саутерн-Хайлендс и Уэстерн-Хайлендс. От Саутерн-Хайлендса были отделены районы Тари-Пори, Комо-Магарима и Короба-Копиаго, и образована новая провинция Хела.
В горах провинции Саутерн-Хайленд расположена Мамо Кананда — самая протяжённая пещера Папуа — Новой Гвинеи.